# Dorothy DeBorba

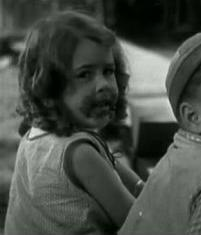
Doroty DeBorba in School's out uit 1930

Dorothy Adelle DeBorba (28 maart 1925 - 2 juni 2010) was een Amerikaans kindactrice.
DeBorba werd bekend toen ze in 1930 een castlid werd van de populaire serie Our Gang. DeBorba werd al gauw, door haar uitstraling en krullende haar, een favoriet van het publiek.
Toen ze in 1933 te oud werd voor de serie en eruit stapte, eindigde haar carrière ook. Ze had dat jaar nog wel een kleine rol in Bombshell, naast Jean Harlow.